# Самаррская операция
Самаррская операция (англ. Samarrah Offensive) — наступательная операция британских войск, проводившаяся 13 марта — 27 апреля 1917 во время Месопотамской кампании Первой мировой войны, с целью удержать железную дорогу на Самарру.

## Подготовка операции
После падения Багдада, чуть севернее города всё ещё находилась группировка турецких сил (10 000), которая могла нанести большой урон англо-индийским войскам. К группировке войск под командованием Халиля вскоре подошло подкрепление из 15 000 турок, отброшенных из северного Ирана русской армией.
Командующий британскими войсками Фредерик Стенли Мод решил, что для предотвращения угрозы надо взять под контроль железную дорогу на Самарру, протянувшуюся на 130 км (81 милю) к северу от Багдада.

## Ход операции
Операция началась 13 марта 1917 года. Около 45 000 англо-индийских войск были отправлены вверх по реке Тигр к железной дороге в Самарре; 19 марта силы Мода захватили Фаллуджу, не дав туркам затопить Евфратом равнины и затруднить продвижение британцев. 23 марта британцы установили контроль над железной дорогой. Хотя попытка 25 марта перехватить турецкие войска подкрепления во главе с Али Ихсаном потерпела неудачу, к концу марта англичане смогли захватить еще один город, Догаме.
Поскольку Самаррское наступление продолжалось в апреле, турки отступили на позиции между Тигром и каналом Аль-Джали; сама Самаррская железная дорога лежала между ними. Тяжелые бои, начавшиеся 21 апреля, привели к поражению турок через два дня, и они были вынуждены уступить Самарру британцам. Менее чем через неделю Ихсан внезапно снова появился с большей частью своих войск в Дахубу, пытаясь застать британские войска врасплох; однако те знали о его передвижениях, и турки были встречены несколькими пехотными бригадами под командованием генерала Уильяма Маршалла и после боёв были вынуждены отступить на подготовленные позиции в Банд-и-Адхайме. 
Маршалл начал атаку пехотой рано утром 30 апреля; его войска быстро продвигались вперед, за короткое время взяв 300 турецких пленных и две линии траншей. Впоследствии песчаная буря остановила британские операции, и турки смогли вызвать резервы для успешной контратаки. К вечеру, когда песчаная буря утихла, Ихсан взял 350 британских пленных и начали отступление в горы. Изнуряющая жара помешала войскам Маршалла преследовать.
Бой 30 апреля положил конец Самаррскому наступлению, поскольку Мод решил сделать паузу, чтобы перегруппироваться и дать своим войскам возможность восстановить свои силы. 

## Результаты
Потери в наступлении составили около 18 000 человек, причем потери из-за болезней более чем вдвое превысили число убитых и раненых. Ихсан остался в горах, готовясь к возобновлению боевых действий на месопотамском фронте, которые должны были начаться осенью.